# Liste des codes IATA des aéroports/Z
Liste des codes IATA des aéroports internationaux.
Le code de deux lettres qui suit la ville est la subdivision du pays (région, État…) selon la norme ISO 3166-2.
- A
- B
- C
- D
- E
- F
- G
- H
- I
- J
- K
- L
- M
- N
- O
- P
- Q
- R
- S
- T
- U
- V
- W
- X
- Y
- Z

- Haut – ZA
- ZB
- ZC
- ZD
- ZE
- ZF
- ZG
- ZH
- ZI
- ZJ
- ZK
- ZL
- ZM
- ZN
- ZO
- ZP
- ZQ
- ZR
- ZS
- ZT
- ZU
- ZV
- ZW
- ZX
- ZY
- ZZ

## ZA
| AITA | OACI | Aéroport                            | Lieu                                    |
| ---- | ---- | ----------------------------------- | --------------------------------------- |
| ZAA  |      | Aérodrome d’Alice Arm-Silver City   | Alice Arm, Colombie-Britannique, Canada |
| ZAC  | CZAC | Aéroport de York Landing            | York Landing, Manitoba, Canada          |
| ZAD  | LDZD | Aéroport de Zadar                   | Zadar, Croatie                          |
| ZAG  | LDZA | Aéroport Franjo-Tuđman de Zagreb    | Zagreb, Croatie                         |
| ZAH  | OIZH | Aéroport international de Zahedan   | Zahedan, Iran                           |
| ZAJ  | OAZJ | Aérodrome de Zarandj                | Zarandj, Afghanistan                    |
| ZAL  | SCVD | Aérodrome de Pichoy                 | Valdivia, Chili                         |
| ZAM  | RPMZ | Aéroport international de Zamboanga | Zamboanga, Philippines                  |
| ZAO  | LFCC | Aérodrome de Cahors - Lalbenque     | Cahors, France                          |
| ZAR  | DNZA | Aéroport de Zaria                   | Zaria, Nigeria                          |
| ZAT  | ZPZT | Aéroport de Zhaotong                | Zhaotong, Chine                         |
| ZAZ  | LEZG | Aéroport de Saragosse               | Saragosse, Espagne                      |

## ZB
| AITA | OACI | Aéroport                     | Lieu                                |
| ---- | ---- | ---------------------------- | ----------------------------------- |
| ZBE  | LKZA | Aéroport de Zábřeh           | Zábřeh, République tchèque          |
| ZBF  | CZBF | Aéroport de Bathurst         | Bathurst, Nouveau-Brunswick, Canada |
| ZBK  | ---  | Aéroport de Žabljak          | Žabljak, Monténégro                 |
| ZBL  | YBLE | Aéroport de Biloela          | Biloela, Queensland, Australie      |
| ZBM  | CZBM | Aéroport Roland-Désourdy     | Bromont, Québec, Canada             |
| ZBO  | YBWN | Aéroport de Bowen            | Bowen, Queensland, Australie        |
| ZBR  | OIZC | Aéroport de Chabahar-Konarak | Tchabahar, Iran                     |
| ZBY  | VLSB | Aéroport de Sayaboury        | Sayaboury, Laos                     |

## ZC
| AITA | OACI | Aéroport                                        | Lieu               |
| ---- | ---- | ----------------------------------------------- | ------------------ |
| ZCL  | MMZC | Aéroport international général Leobardo C. Ruiz | Zacatecas, Mexique |
| ZCO  | SCQP | Aéroport international de l'Araucanie           | Temuco, Chili      |

## ZD
| AITA | OACI | Aéroport          | Lieu                       |
| ---- | ---- | ----------------- | -------------------------- |
| ZDY  | OMDL | Aéroport de Dalma | Dalma, Émirats arabes unis |

## ZE
| AITA | OACI | Aéroport                                | Lieu                                      |
| ---- | ---- | --------------------------------------- | ----------------------------------------- |
| ZEC  | FASC | Aéroport de Secunda                     | Secunda, Afrique du Sud                   |
| ZEG  | WAJQ | Aéroport de Senggo                      | Senggo, Indonésie                         |
| ZEL  | CBBC | Aéroport de Bella Bella-Campbell Island | Bella Bella, Colombie-Britannique, Canada |
| ZEM  | CZEM | Aéroport d’Eastmain River               | Eastmain, Québec, Canada                  |
| ZEN  | AYZA | Aéroport de Zenag                       | Zenag, Papouasie-Nouvelle-Guinée          |
| ZER  | VEZO | Aéroport de Ziro                        | Ziro, Inde                                |

## ZF
| AITA | OACI | Aéroport                   | Lieu                                              |
| ---- | ---- | -------------------------- | ------------------------------------------------- |
| ZFA  | CZFA | Aéroport de Faro           | Faro, Yukon, Canada                               |
| ZFD  | CZFD | Aéroport de Fond-du-Lac    | Fond-du-Lac, Saskatchewan, Canada                 |
| ZFM  | CZFM | Aéroport de Fort McPherson | Fort McPherson, Territoires du Nord-Ouest, Canada |
| ZFN  | CZFN | Aéroport de Tulita         | Tulita, Territoires du Nord-Ouest, Canada         |
| ZFW  |      | Aéroport de Fairview       | Fairview, Alberta, Canada                         |

## ZG
| AITA | OACI | Aéroport                        | Lieu                                      |
| ---- | ---- | ------------------------------- | ----------------------------------------- |
| ZGF  | CZGF | Aéroport de Grand Forks         | Grand Forks, Colombie-Britannique, Canada |
| ZGI  | CZGI | Aérodrome de Gods River         | Gods River, Manitoba, Canada              |
| ZGL  | YSGW | Aéroport South Galway           | Barcoo, Queensland, Australie             |
| ZGM  | FLNA | Aéroport de Ngoma               | Ngoma, Zambie                             |
| ZGR  | CZGR | Aéroport de Little Grand Rapids | Little Grand Rapids, Manitoba, Canada     |
| ZGS  |      | Aéroport de La Romaine          | La Romaine, Québec, Canada                |
| ZGU  | NVSQ | Aérodrome de Gaua               | Gaua, Vanuatu                             |

## ZH
| AITA | OACI | Aéroport                        | Lieu                          |
| ---- | ---- | ------------------------------- | ----------------------------- |
| ZHA  | ZGZJ | Aéroport de Zhanjiang           | Zhanjiang, Chine              |
| ZHM  | VGSH | Aéroport de Shamshernagar       | Maulvi Bazar, Bangladesh      |
| ZHP  | CZHP | Aéroport de High Prairie        | High Prairie, Alberta, Canada |
| ZHV  | LSGC | Aéroport régional Les Éplatures | La Chaux-de-Fonds, Suisse     |
| ZHY  | ZLZW | Aéroport de Zhongwei Shapotou   | Zhongwei, Chine               |

## ZI
| AITA | OACI | Aéroport                                    | Lieu                 |
| ---- | ---- | ------------------------------------------- | -------------------- |
| ZIA  | UUBW | Aéroport de Moscou-Ramenskoïé/Jukovski      | Moscou, Russie       |
| ZIC  | SCTO | Aéroport de Victoria                        | Victoria, Chili      |
| ZIG  | GOGG | Aéroport de Ziguinchor                      | Ziguinchor, Sénégal  |
| ZIH  | MMZH | Aéroport international d’Ixtapa-Zihuatanejo | Zihuatanejo, Mexique |
| ZIS  | HLZN | Aéroport de Zintan                          | , Zintan, Libye      |
| ZIX  | UEVV | Aéroport de Zhigansk                        | Zhigansk, Russie     |
| ZIZ  | OPZM | Aéroport de Zamzama                         | Zamzama, Pakistan    |

## ZJ
| AITA | OACI | Aéroport                            | Lieu                         |
| ---- | ---- | ----------------------------------- | ---------------------------- |
| ZJG  | CZJG | Aéroport de Jenpeg                  | Jenpeg, Manitoba, Canada     |
| ZJN  | CZJN | Aéroport de Swan River              | Swan River, Manitoba, Canada |
| ZJT  |      | Aéroport du port de Tanjung Pelepas | Tanjung Pelepas, Malaisie    |

## ZK
| AITA | OACI | Aéroport                            | Lieu                                                |
| ---- | ---- | ----------------------------------- | --------------------------------------------------- |
| ZKB  | FLKY | Aéroport de Kasaba Bay              | Kasaba Bay, Zambie                                  |
| ZKE  | CZKE | Aéroport de Kashechewan             | Kashechewan, Ontario, Canada                        |
| ZKG  |      | Aéroport de Kegaska                 | Côte-Nord-du-Golfe-du-Saint-Laurent, Québec, Canada |
| ZKL  |      | Aéroport de Zigong-Général Fengming | Zigong, Chine                                       |
| ZKP  | UESU | Aéroport de Zyryanka                | Zyryanka, Russie                                    |

## ZL
| AITA | OACI | Aéroport                            | Lieu                          |
| ---- | ---- | ----------------------------------- | ----------------------------- |
| ZLO  | MMZO | Aéroport international Playa de Oro | Manzanillo, Mexique           |
| ZLT  |      | Aéroport de La Tabatière            | Gros-Mécatina, Québec, Canada |
| ZLX  | HSZA | Aéroport de Zalingei                | Zalingei, Soudan              |

## ZM
| AITA | OACI | Aéroport                        | Lieu                                         |
| ---- | ---- | ------------------------------- | -------------------------------------------- |
| ZMD  |      | Aéroport de Sena Madureira      | Sena Madureira, Acre, Brésil                 |
| ZMH  | CZML | Aéroport régional South Cariboo | 108 Mile Ranch, Colombie-Britannique, Canada |
| ZMM  | MMZM | Aéroport de Zamora              | Zamora de Hidalgo, Mexique                   |
| ZMT  | CZMT | Aéroport de Masset              | Masset, Colombie-Britannique, Canada         |

## ZN
| AITA | OACI | Aéroport                           | Lieu                                     |
| ---- | ---- | ---------------------------------- | ---------------------------------------- |
| ZNA  |      | Hydroaéroport de Nanaimo-Harbour   | Nanaimo, Colombie-Britannique, Canada    |
| ZNC  |      | Aéroport de Nyac                   | Nyac, Alaska, États-Unis                 |
| ZND  | DRZR | Aéroport international de Zinder   | Zinder, Niger                            |
| ZNE  | YNWN | Aéroport de Newman                 | Newman, Australie-Occidentale, Australie |
| ZNU  |      | Hydroaéroport de Namu              | Namu, Colombie-Britannique, Canada       |
| ZNZ  | HTZA | Aéroport international de Zanzibar | Zanzibar, Tanzanie                       |

## ZO
| AITA | OACI | Aéroport                | Lieu                                      |
| ---- | ---- | ----------------------- | ----------------------------------------- |
| ZOF  |      | Aérodrome d’Ocean Falls | Ocean Falls, Colombie-Britannique, Canada |
| ZOS  | SCJO | Aéroport d'Osorno       | Osorno, Chili                             |

## ZP
| AITA | OACI | Aéroport                          | Lieu                             |
| ---- | ---- | --------------------------------- | -------------------------------- |
| ZPB  | CZPB | Aéroport de Sachigo Lake          | Sachigo Lake, Ontario, Canada    |
| ZPC  | SCPC | Aérodrome de Pucón                | Pucón, Chili                     |
| ZPH  | KZPH | Aéroport municipal de Zephyrhills | Zephyrhills, Floride, États-Unis |
| ZPO  | CZPO | Aéroport de Pinehouse Lake        | Pinehouse, Saskatchewan, Canada  |

## ZQ
| AITA | OACI | Aéroport                             | Lieu                                          |
| ---- | ---- | ------------------------------------ | --------------------------------------------- |
| ZQN  | NZQN | Aéroport international de Queenstown | Queenstown, Nouvelle-Zélande                  |
| ZQS  |      | Aérodrome de Queen Charlotte City    | Queen Charlotte, Colombie-Britannique, Canada |
| ZQW  | EDRZ | Aéroport de Deux-Ponts               | Deux-Ponts, Rhénanie-Palatinat, Allemagne     |
| ZQZ  | ZBZJ | Aéroport de Zhangjiakou-Ninguyan     | Zhangjiakou, Chine                            |

## ZR
| AITA | OACI | Aéroport                             | Lieu                        |
| ---- | ---- | ------------------------------------ | --------------------------- |
| ZRH  | LSZH | Aéroport international de Zurich     | Zurich, Suisse              |
| ZRI  | WABO | Aéroport de Serui                    | Serui, Indonésie            |
| ZRJ  | CZRJ | Aéroport de Round Lake-Weagamow Lake | Round Lake, Ontario, Canada |
| ZRM  | WAJI | Aéroport de Sarmi                    | Sarmi, Indonésie            |

## ZS
| AITA | OACI | Aéroport                             | Lieu                                        |
| ---- | ---- | ------------------------------------ | ------------------------------------------- |
| ZSA  | MYSN | Aéroport de San Salvador             | San Salvador, Bahamas                       |
| ZSE  | FMEP | Aéroport de Saint-Pierre-Pierrefonds | Saint-Pierre, France                        |
| ZSJ  | CZSJ | Aéroport de Sandy Lake               | Sandy Lake, Ontario, Canada                 |
| ZSS  | DISS | Aérodrome de Sassandra               | Sassandra, Côte d'Ivoire                    |
| ZST  | CZST | Aérodrome de Stewart                 | Stewart, Colombie-Britannique, Canada       |
| ZSW  | CZSW | Aérodrome de Prince Rupert-Seal Cove | Prince Rupert, Colombie-Britannique, Canada |

## ZT
| AITA | OACI | Aéroport                        | Lieu                                 |
| ---- | ---- | ------------------------------- | ------------------------------------ |
| ZTA  | NTGY | Aérodrome de Tureia             | Tureia, France                       |
| ZTB  |      | Aéroport de Tête-à-la-Baleine   | Tête-à-la-Baleine, Québec, Canada    |
| ZTH  | LGZA | Aéroport international de Zante | Zante, Grèce                         |
| ZTM  | CZTM | Aérodrome de Shamattawa         | Shamattawa, Manitoba, Canada         |
| ZTR  | UKKV | Aéroport de Jytomyr             | Jytomyr, Ukraine                     |
| ZTS  |      | Aérodrome de Tahsis             | Tahsis, Colombie-Britannique, Canada |
| ZTU  | UBBY | Aéroport de Zaqatala            | Zaqatala, Azerbaïdjan                |

## ZU
| AITA | OACI | Aéroport                    | Lieu                                             |
| ---- | ---- | --------------------------- | ------------------------------------------------ |
| ZUC  | CZUC | Aéroport municipal d’Ignace | Ignace, Ontario, Canada                          |
| ZUD  | SCAC | Aérodrome Pupelde           | Ancud, Chili                                     |
| ZUH  | ZGSD | Aéroport de Zhuhai-Jinwan   | Zhuhai, Chine                                    |
| ZUL  | OEZL | Aéroport de Zulfi           | Zulfi, Arabie saoudite                           |
| ZUM  | CZUM | Aéroport de Churchill Falls | Churchill Falls, Terre-Neuve-et-Labrador, Canada |

## ZV
| AITA | OACI | Aéroport                | Lieu                                         |
| ---- | ---- | ----------------------- | -------------------------------------------- |
| ZVA  | FMMN | Aéroport de Miandrivazo | Miandrivazo, Madagascar                      |
| ZVG  |      | Aéroport de Springvale  | Springvale, Australie-Occidentale, Australie |
| ZVK  | VLSK | Aéroport de Savannakhet | Savannakhet, Laos                            |

## ZW
| AITA | OACI | Aéroport                   | Lieu                                |
| ---- | ---- | -------------------------- | ----------------------------------- |
| ZWA  | FMND | Aéroport d'Andapa          | Andapa, Madagascar                  |
| ZWL  | CZWL | Aéroport de Wollaston Lake | Lac Wollaston, Saskatchewan, Canada |

## ZX
| AITA | OACI | Aéroport                    | Lieu                                   |
| ---- | ---- | --------------------------- | -------------------------------------- |
| ZXD  | MDSI | Base aérienne de San Isidro | Saint-Domingue, République dominicaine |
| ZXT  | UBTT | Aéroport de Bakou-Zabrat    | Bakou, Azerbaïdjan                     |

## ZY
| AITA | OACI | Aéroport                      | Lieu                |
| ---- | ---- | ----------------------------- | ------------------- |
| ZYI  | ZUZY | Aéroport de Zunyi-Xinzhou     | Zunyi, Chine        |
| ZYL  | VGSY | Aéroport international Osmani | Sylhet, Bangladesh  |
| ZYR  |      | Aéroport Bruxelles-Midi       | Bruxelles, Belgique |

## ZZ
| AITA | OACI | Aéroport                           | Lieu                         |
| ---- | ---- | ---------------------------------- | ---------------------------- |
| ZZE  | UBBZ | Aéroport international de Zangilan | Zangilan, Azerbaïdjan        |
| ZZO  | UHSO | Aéroport Zonalnoye                 | Tymovskoïe, Russie           |
| ZZU  | FWUU | Aéroport de Mzuzu                  | Mzuzu, Malawi                |
| ZZV  | KZZV | Aéroport municipal de Zanesville   | Zanesville, Ohio, États-Unis |